# 汐止區新社后橋園道段道路北延穿越高速公路新闢道路工程
汐止區新社后橋園道段道路北延穿越高速公路新闢道路工程（簡稱同興路地下道工程或同興地下）是改善汐止區社地區交通的重要建設。由2020年2月26日正式動工，預算採購金額新台幣700,927,698元，分流中興路及附近交通車流，2020年2月26日開工，預定2025年12月底完工，完工後可大幅減輕汐止居民塞車之苦。

## 外部連結
- 開放街圖「汐止區新社後橋園道段道路北延穿越高速公路新闢道路工程」 （页面存档备份，存于）

Template:新北市公路網